# Alexander Schmidheiny

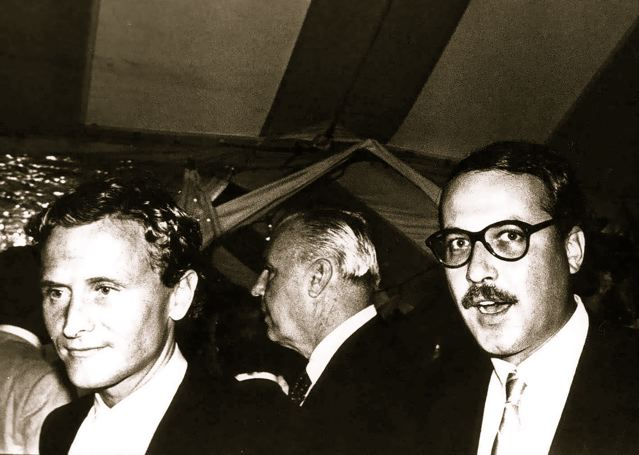
Im Vordergrund Thomas Ammann und Alexander Schmidheiny, 1983

Alexander Schmidheiny (* 25. März 1951 in Balgach; † 2. Februar 1992) war ein Unternehmer und Sammler zeitgenössischer Kunst. Sein Bruder Stephan Schmidheiny errichtete 1993 zu seinem Gedenken die «Alexander Schmidheiny Stiftung».

## Biographie
Alexander Schmidheiny war der Sohn von Max Schmidheiny (1908–1991) und Adda Schmidheiny-Scherrer († 1997) sowie Bruder von Adda Marietta Schmidheiny (1944–2011), Thomas Schmidheiny (* 1945) und Stephan Schmidheiny (* 1947). Er wuchs in Heerbrugg im Kanton St. Gallen auf und besuchte wie seine Geschwister die Kantonsschule Trogen.
Vater Max Schmidheiny hätte auch seinen jüngsten Sohn Alex gern als Unternehmer gesehen. Unterstützt von seiner Mutter Adda wählte dieser jedoch einen anderen Weg: Nach einigen Semestern Studium der Physik, der Philosophie und der Ökonomie absolvierte er ein Stage als Journalist bei der Handelszeitung.
Anfang der 1980er-Jahre fand er in der Kunst seine Berufung. Gemeinsam mit seinem Jugendfreund, dem Kunsthändler Thomas Ammann, begann er, eine Sammlung moderner Kunst aufzubauen. Über die Jahre gelang es den beiden, bedeutende Werkgruppen von massgebenden Künstlern der zweiten Hälfte des 20. Jahrhunderts zu erwerben, allen voran Andy Warhol, Cy Twombly, Brice Marden, Robert Ryman, und Sigmar Polke.
Nach dem Tod von Alexander Schmidheiny im Jahr 1992 und von Thomas Ammann im Jahr 1993 übernahm Alexanders Bruder Stephan Schmidheiny die Sammlung und übergab sie der neu geschaffenen Daros Collection. Seit 2010 arbeitet Daros Collection eng mit der Fondation Beyeler in Riehen zusammen. Einzelne Werkgruppen werden jeweils in deren Sammlungshängung integriert.
Parallel engagierte Alexander Schmidheiny sich für den Auf- und Ausbau des Weinguts «Cuvaison», das die Familie Schmidheiny Ende der 1970er-Jahre im kalifornischen Napa Valley erworben hatte.  Auf Wunsch von Alexander schuf Andy Warhol Anfang der 1980er-Jahre Etiketten für die Cuvaison-Weine. Nach seinem Tod ging das Weingut an seinen Bruder Thomas Schmidheiny über.
1982 übernahm Alexander Schmidheiny die in wirtschaftlichen Schwierigkeiten steckende Firma Toko AG, die Skiwachs herstellte. Damit wurden 90 Arbeitsplätze im Rheintal gesichert. Die Firma blieb unter der Ägide von Schmidheiny aber trotz verschiedener Versuche einer strategischen Neuausrichtung ein Sorgenkind. Nach dem Tod von Alexander Schmidheiny wurde das Unternehmen 1993 von der Conzzetta Holding übernommen.
Im Alter von 41 Jahren, starb Alexander Schmidheiny 1992 an einem Herzversagen.

## Alexander Schmidheiny Stiftung
Die «Alexander Schmidheiny Stiftung» mit Sitz in Balgach wurde 1993 von Stephan Schmidheiny im Gedenken an seinen jung verstorbenen Bruder Alexander gegründet. Sie unterstützt und fördert Initiativen aus den Bereichen Kultur, Bildung, Soziales und Umwelt. Sie fokussiert ihre Tätigkeiten auf die Heimat der Familie Schmidheiny, das St. Galler Rheintal und angrenzende Regionen.